# Caíde de Rei
Caíde de Rei ist eine Gemeinde (Freguesia) im portugiesischen Kreis (Concelho) von Lousada. In ihr leben 2423 Einwohner (Stand 19. April 2021).

## Geschichte
Funde belegen eine vorgeschichtliche Besiedlung, darunter Dolmen und Spuren aus der Castrokultur. Auch Reste römischer Häuser wurden gefunden. Der heutige Ortsname hat sich vermutlich aus dem arabischen Kaid entwickelt.
In den königlichen Erhebungen von 1220 wurde die Gemeinde bereits dokumentiert. Sie gehörte bis 1855 zum Kreis Santa Cruz de Riba-Tâmega, um seit dessen Auflösung zum Kreis Lousada zu gehören.

## Kultur und Sehenswürdigkeiten
Die einschiffige, neo-romanische, und mit einem Glockenturm versehene Gemeindekirche Igreja Matriz de Caíde de Rei (nach ihrer Schutzpatronin auch Igreja de São Pedro) stammt aus dem 16. Jahrhundert.
Weitere Baudenkmäler in der Gemeinde sind drei Herrenhäuser bzw. Landgüter, die zum Teil noch bewohnt und bewirtschaftet werden.